# Guy Chambefort
Guy Chambefort (* 19. Oktober 1944 in Saint-Étienne) ist ein französischer Politiker. Er ist seit 2007 Abgeordneter der Nationalversammlung.
Chambefort studierte an der École nationale d’ingénieurs (Nationale Ingenieursschule) in Saint-Étienne. Nach seinem Militärdienst, den er bei der Luftwaffe leistete, arbeitete er als Lehrer für Maschinenbau in Yzeure. 1973 trat er der Parti socialiste bei. Für diese zog er 1977 in den Stadtrat von Yzeure ein. Nachdem er 1983 bereits zum Stellvertreter gewählt worden war, erlangte er 1989 den Posten des ersten Bürgermeisters. Zudem wurde er 1985 in den Generalrat des Départements Allier gewählt. Bei den Wahlen 2007 wurde er im ersten Wahlkreis des Départements Allier in die Nationalversammlung gewählt, wonach er sich aus dem Generalrat zurückzog. 2012 wurde er mit 57,6 % in der zweiten Runde als Abgeordneter wiedergewählt.